# Hồ Suối Hai
Hồ Suối Hai là hồ nước ngọt nhân tạo thuộc địa bàn các xã Cẩm Lĩnh, Ba Trại, Thụy An và Tản Lĩnh, huyện Ba Vì, thành phố Hà Nội. Hồ có dung tích 46,8 triệu m3 được khởi công xây dựng ngày 25/12/1958, khánh thành ngày 5/4/1964 và đảm nhận cung cấp nước tưới cho trên 7.000 ha đất nông nghiệp.

## Du lịch
Hồ Suối Hai có cảnh quan đẹp với mặt nước trải dài in bóng núi Tản sừng sững. Lòng hồ có 14 hòn đảo lớn nhỏ cùng hệ động thực vật phong phú, giàu tiềm năng du lịch. Tháng 4/1946, Bác Hồ từng về thăm Suối Hai và kỳ vọng nơi này có thể quy hoạch được như hồ Genève ở Thụy Sĩ.
Trong Phê duyệt Quy hoạch chung xây dựng Thủ đô Hà Nội đến năm 2030 và tầm nhìn đến năm 2050, Hồ Suối Hai được xác định nằm trong Cụm du lịch nghỉ dưỡng Ba Vì - Suối Hai; đồng thời thuộc Vùng bảo vệ nghiêm ngặt hệ sinh thái rừng đặc dụng, đất ngập nước.